# 30. obletnica samostojnosti Republike Slovenije
30. obletnica osamosvojitve Republike Slovenije je bilo praznovanje obletnice razglasitve samostojnosti in neodvisnosti Republike Slovenije od Socialistične federativne republike Jugoslavije. Potekalo je leta 2021, z vrhuncem 25. junija, ko je potekala osrednja proslava. Obletnico so spremljale tudi priprave na in prevzetje drugega predsedovanja Slovenije Svetu Evropske unije, ki se je začelo 1. julija 2021.

## Osrednja proslava
Osrednja proslava ob dnevu državnosti je potekala na Trgu republike v Ljubljani, 25. junija 2021. Proslava, katere scenarist je bil Igor Pirkovič, režiser pa Roman Končar, se je začela s prihodom častne garde Slovenske vojske na trg, ki mu je sledil prihod vodstva države s soprogami (predsednik Državnega zbora Republike Slovenije Igor Zorčič, predsednik Državnega sveta Republike Slovenije Alojz Kovšca, predsednik vlade Janez Janša in predsedniki nekaterih sodišč) in visokih tujih gostov. Med njimi so bili:
- Charles Michel, predsednik Evropskega sveta
- Sebastian Kurz, kancler Zvezne republike Avstrije
- Andrej Plenković, predsednik vlade Republike Hrvaške
- Viktor Orbán, predsednik vlade Madžarske
- Luigi Di Maio, zunanji minister Italijanske republike
- Augusto Santos Silva, zunanji minister Portugalske

Sledil je prihod praporščakov, topovske salve z Ljubljanskega gradu in prihod predsednika republike ter slavnostnega govorca Boruta Pahorja, ki je vmes pozval tudi k minuti molka. Sledil je blagoslov osamosvojitvene lipe, ki ga je opravil ljubljanski nadškof in metropolit msgr. Stanislav Zore. Tekom programa so se zvrstili tudi govori vseh tujih gostov, ki jih je orkester pospremil z avizi znanih skladb iz njihovih držav. V umetniškem programu so med drugim nastopili  Policijski orkester, Orkester Slovenske vojske, Big Band RTV Slovenija in Simfonični orkester RTV Slovenija pod vodtvom Patrika Grebla, Slovenski oktet, Plesni klub folklorna skupina Tine Rožanc, Marcos, Vladimir Mlinarič, skupina M.J.A.V., Darja Gajšek, Bernarda Fink Inzko, Ernestina Jošt, Tilen Lotrič in Gregor Ravnik. Med posameznimi točkami , prireditev pa je povezovala Bernarda Žarn, uvodne napovedi gostov je bral Ivan Lotrič. Med proslavo so bili na stolpnico TR2 projicirani različni simboli, med njimi znak Slovenija 30 in zvezde Evropske unije.
Ob koncu prireditve je sledila simbolna predaja predsedovanja Svetu Evropske unije, ki ga je Portugalska predala Sloveniji. Predajo je spremljala filmska upodobitev Zdravljice v režiji Mitje Okorna, portugalski zunanji minister Silva pa je predsedniku vlade Janezu Janši predal kompas. Po končni pesmi je sledil še ognjemet s strehe stavbe Državnega zbora Republike Slovenije.
Proslavo je neposredno (tudi mednarodno) prenašala Radiotelevizija Slovenija, televizijska komentatorka je bila Vida Petrovčič.

### Galerija
- Umetniški program
- Marko in Bernarda Fink med nastopom
- Nagovor hrvaškega premierja Andreja Plenkovića
- Nagovor avstrijskega kanclerja Sebastiana Kurza
- Nagovor madžarskega premierja Viktorja Orbana
- Predsednik Evropskega sveta Charles Michel med nagovorom
- Nagovor italijanskega zunanjega ministra Luigia Di Maia
- Nagovor portugalskega zunanjega ministra Augusta Santosa Silve
- Simbolična predaja predsedovanja Svetu EU Portugalske Sloveniji
- Umetniški program
- Folklorni program
- Umetniški program
- Nagovor slovenskega premierja Janeza Janše

## Odziv v tujini
Ob 30. obletnici samostojnosti Republike Slovenije so v več slovenskih celicah po svetu potekale obeležitve, prav tako na sedežu Evropske unije v Bruslju. v belgijskem glavnem mestu so v slovensko narodno nošo odeli slavni kipec Manneken Pis. V barve slovenske zastave so se obarvale tudi nekatere svetovne znamenitosti; med njimi Kip Kristusa Odrešenika v Riu di Janeiru, Nacionalna knjižnica v Brasílii, stadion Mineirāo v Belo Horizonte, zakonodajna skupščina brazilske zvezne države Pernambuco, FIESP na Avenia Paulista v São Paulu v Braziliji; monumenti v argentinskem glavnem mestu Buenos Airesu, mestna hiša v avstralskem mestu Adelaide, Telstra Tower v Canberri, most v Brisbanu in Trg federacije v Melbournu (kjer so izobesili zastave Slovenije in Evropske unije) v Avstraliji; Zagrebačke fontane v Zagrebu; televizijski stolp CN Tower v kanadskem Torontu; fontane v Atenah v Grčiji; most Millennium v Črni gori; The Terminal Tower v Clevelandu, slovenska zastava je bila izobešena tudi v mestu Bethlehem v Pensilvaniji v Združenih državah Amerike.
Republiki Sloveniji so ob obletnici med lastno sejo čestitali tudi v avstralskem parlamentu in v Senatu Republike Irske, kjer je predsedujoči Mark Daly izpostavil tudi veselje nad ponovnim odprtjem slovenskega veleposlaništva v Dublinu. Preko videozveze je Sloveniji za 30. obletnico čestitala tudi ameriška senatorka slovenskih korenin Amy Klobuchar.